# گورستان الف اقبلاغ سفلی
گورستان الف اقبلاغ سفلی مربوط به هزاره اول قبل از میلاد است و در شهرستان ورزقان، بخش مرکزی، دهستان ازومدل شمالی، در ۳ کیلومتری جنوب روستای آقبلاغ واقع شده و این اثر در تاریخ ۱۲ شهریور ۱۳۸۶ با شمارهٔ ثبت ۱۹۳۲۹ به‌عنوان یکی از آثار ملی ایران به ثبت رسیده است.